# Хоубракен, Якоб
Якоб Хоубракен (нидерл. Jacobus Houbraken; 25 декабря 1698, Дордрехт — 14 ноября 1780, Амстердам) — голландский рисовальщик, живописец и гравёр в технике резца и офорта.

## Жизнь и творчество
Якоб Хоубракен был сыном живописца Арнольда Хоубракена. Ещё в детстве он переехал вместе с семьёй в Амстердам. Большую часть жизни Арнольд провёл в этом городе. гравированию учился у отца. Он является автором более чем 600 графических портретов известных людей его времени.
С 1707 года в Амстердаме в течение многих лет Якоб был занят иллюстрированием важного труда по истории нидерландской живописи своего отца «Великий театр нидерландских художников и художниц» (De Groote Schouburgh der Nederlantsche Konstschilders en Schilderessen). Опубликованный в 1718—1721 годах в 3-х томах, он был задуман в качестве продолжения знаменитого трактата Карела ван Мандера «Книга о художниках» (нидерл. Het Schilder-Boeck).
Когда отец умер, Якоб помогал матери с последними корректурами рукописи перед публикацией. На основе этого проекта Якоб Хоубракен начал создавать портреты нидерландских знаменитостей, которые и в наше время во многих случаях являются единственными историческими свидетельствами. На него также повлияло изучение гравюр Корнелиса Корта, Йонаса Зюйдерхуфа, Герарда Эделинка и Класа Янсoна Висхера. Он умер в возрасте восьмидесяти одного года в Амстердаме.
Другой его важной работой являются живописные портреты. Эта работа стала известной благодаря его сотрудничеству с историком Томасом Бёрчем и художником Джорджем Вертью над проектом под названием «Головы выдающихся личностей Великобритании» (Heads of Illustrious Persons of Great Britain), опубликованным частями в Лондоне с 1743 по 1752 год. В 1752—1759 годах Якоб Хоубракен работал с историком Яном Вагенаром над иллюстрированием «Отечественной истории» (De vaderlandsche historie) (1709—1773), выходившей в 21 части в Амстердаме в 1749—1760 годах. Хоубракен является также автором коллекции портретов штатгальтеров Нидерландов из династии Оранских-Нассау.
Среди его лучших работ серия гравюр — сцен из комедии «De Ontdekte Schijndeugd», выполненных на восьмидесятом году жизни, по рисункам Трост, КорнелисКорнелиса Троста, которого соотечественники называли голландским Хогарт, УильямХогартом. Хоубракен также гравировал портреты для "«Нового театра Нидерландских художников…» (Nieuw Schouburg) Ван Гул, Ян Яна ван Гула в качестве продолжения знаменитого издания Арнольда Хоубракена.
Его наследие состоит из более чем четырёхсот портретных гравюр. Его портреты часто заключались в овальную рамку с подзаголовком, в котором говорилось о претензии героя на известность. Под ним мелкими буквами художник помещал свои заметки об оригинальном портрете, написанном маслом.

## Избранные портреты

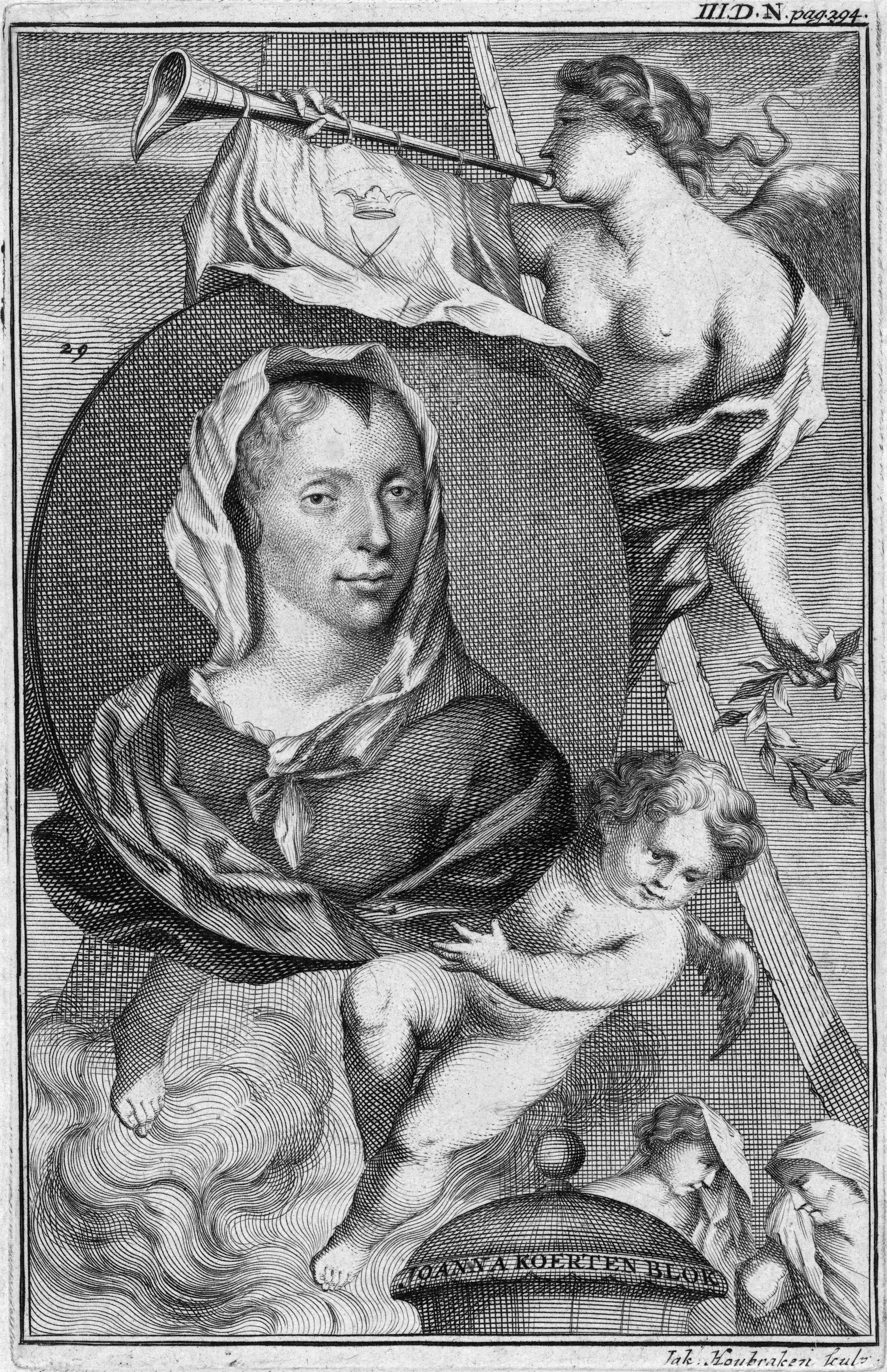
Иоанна Кёртен
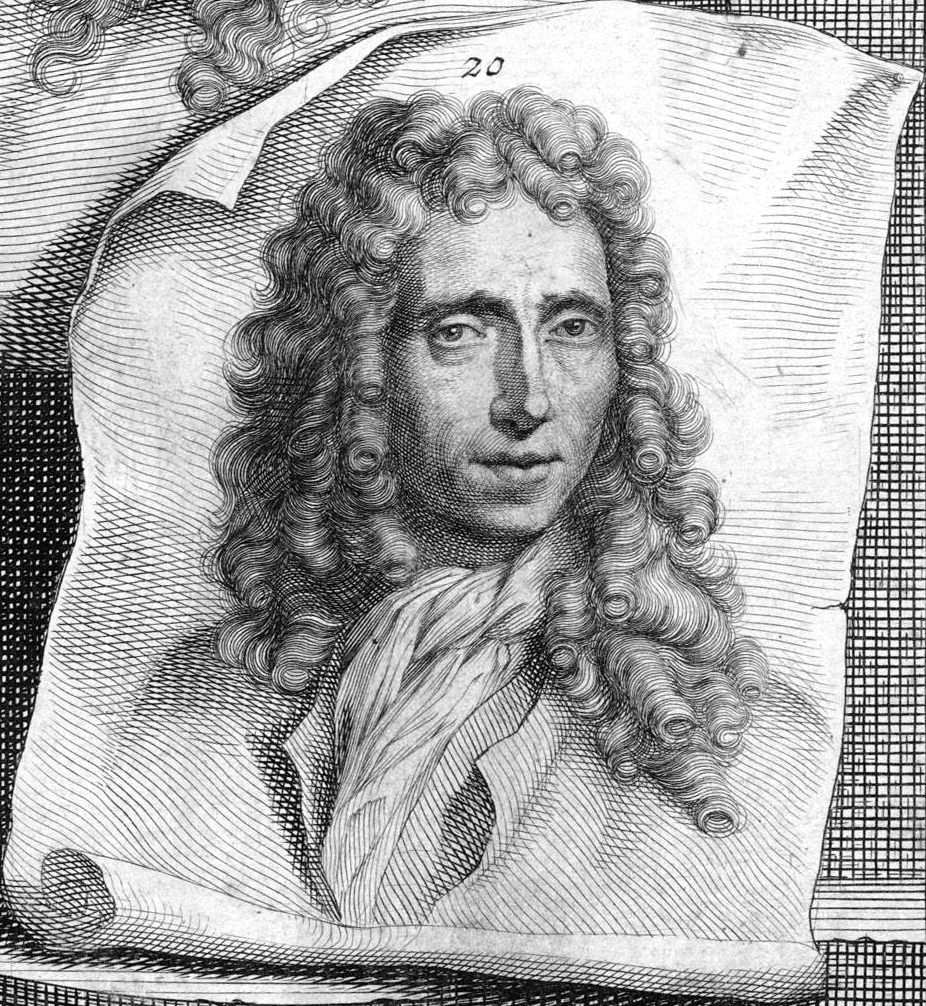
Иоаннес Ворхаут
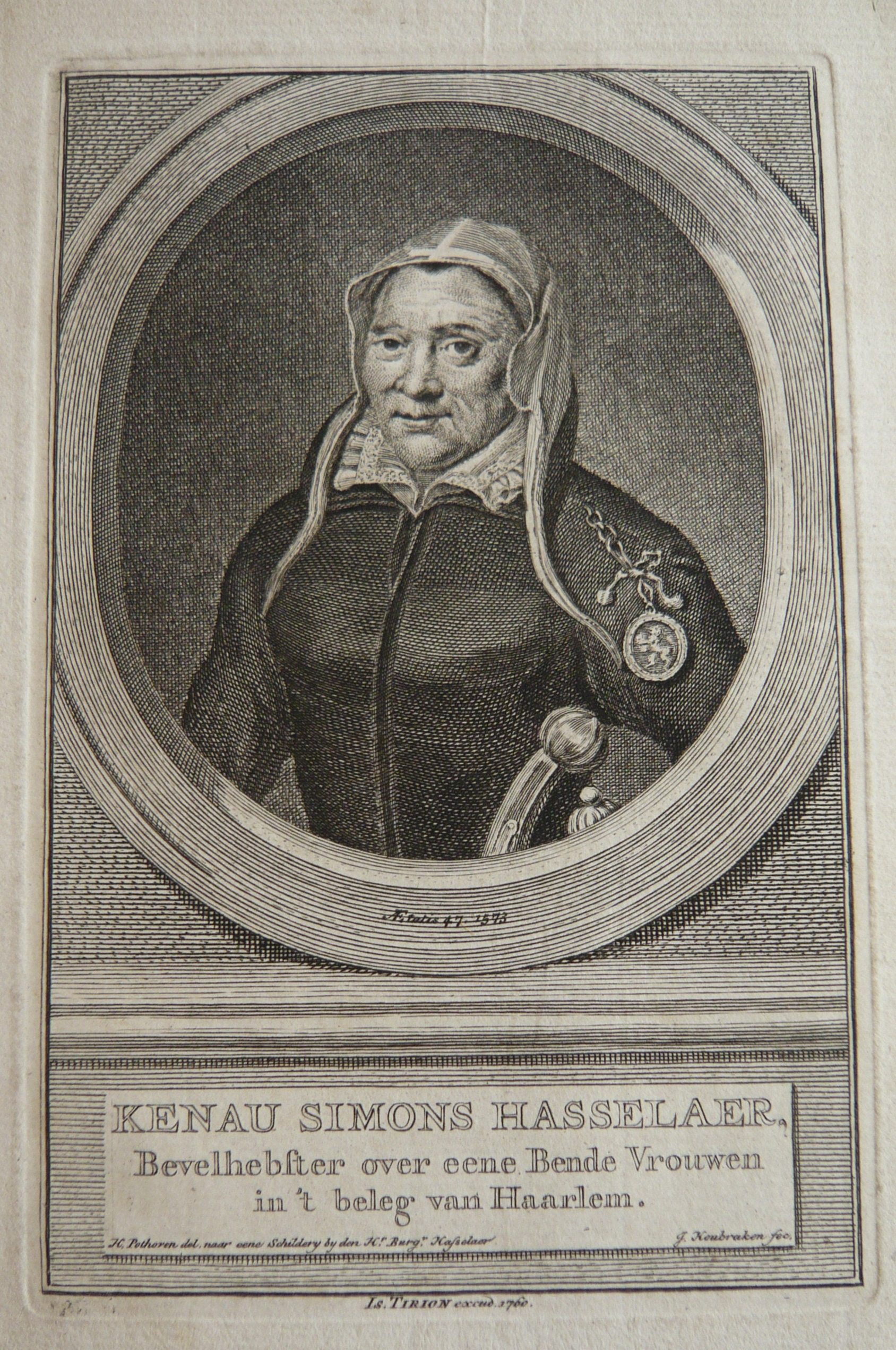
Кенау Хасселер (1526—1588)
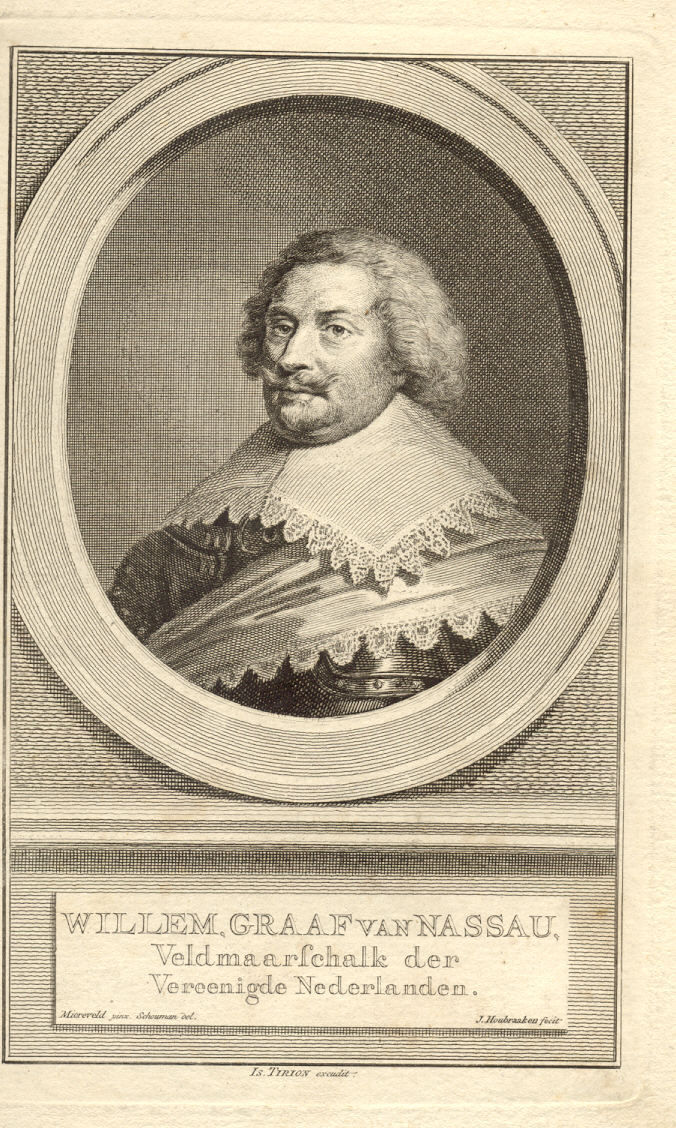
Граф Вильгельм Людвиг фон Нассау-Дилленбург (1560—1620)
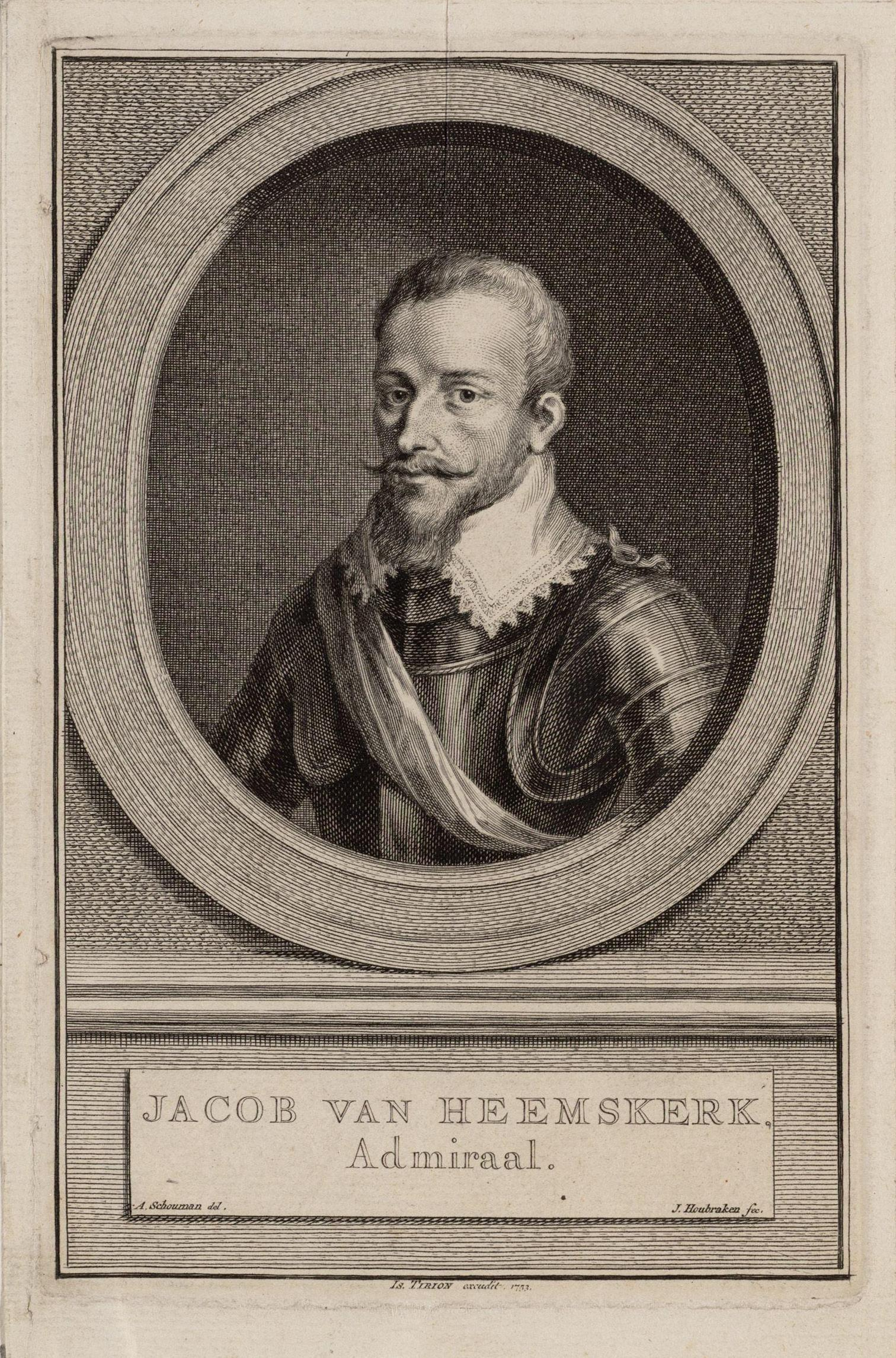
Якоб ван Хемскерк (1567—1607)
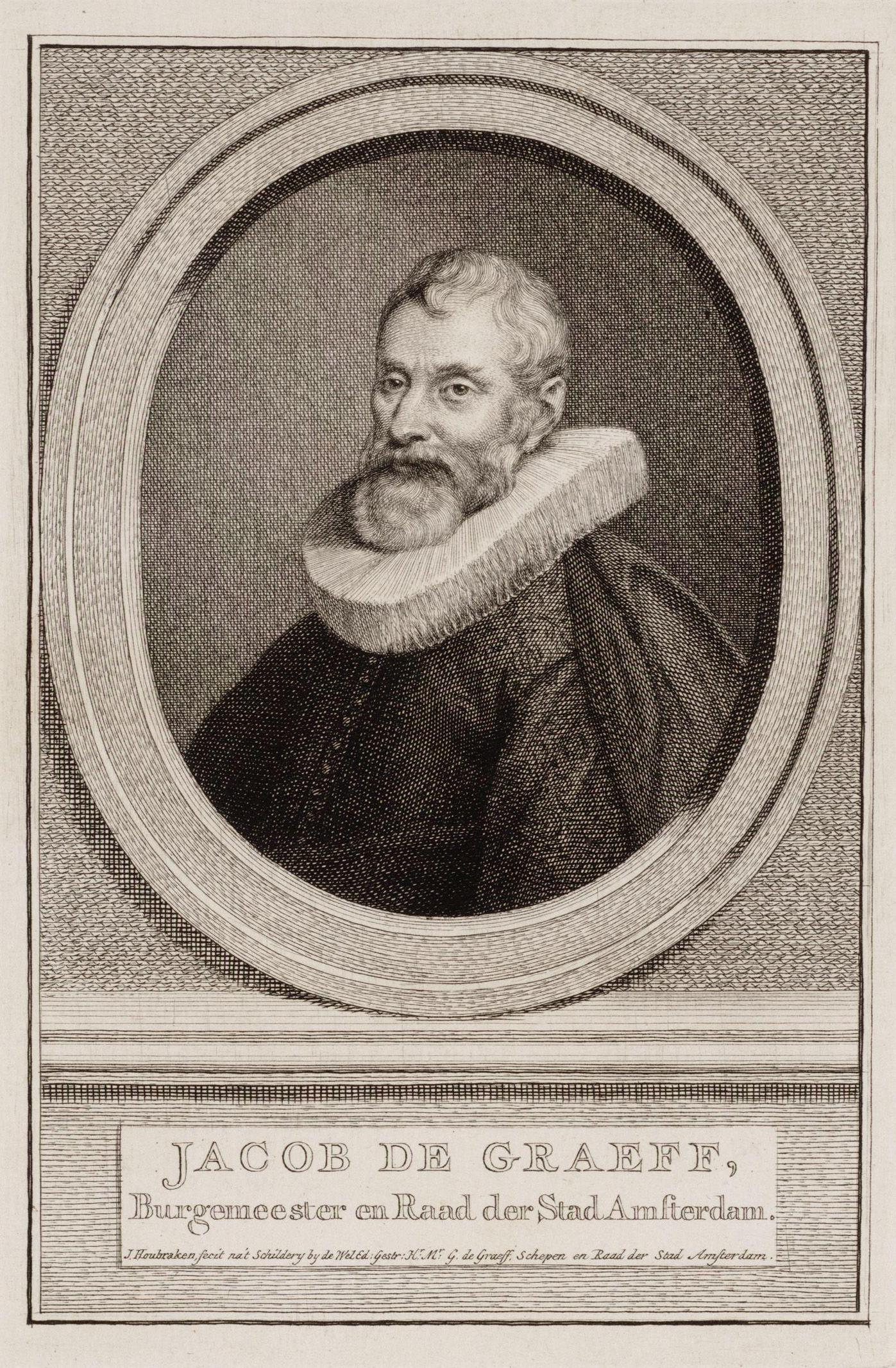
Якоб Диркс де Графф (1571—1638)
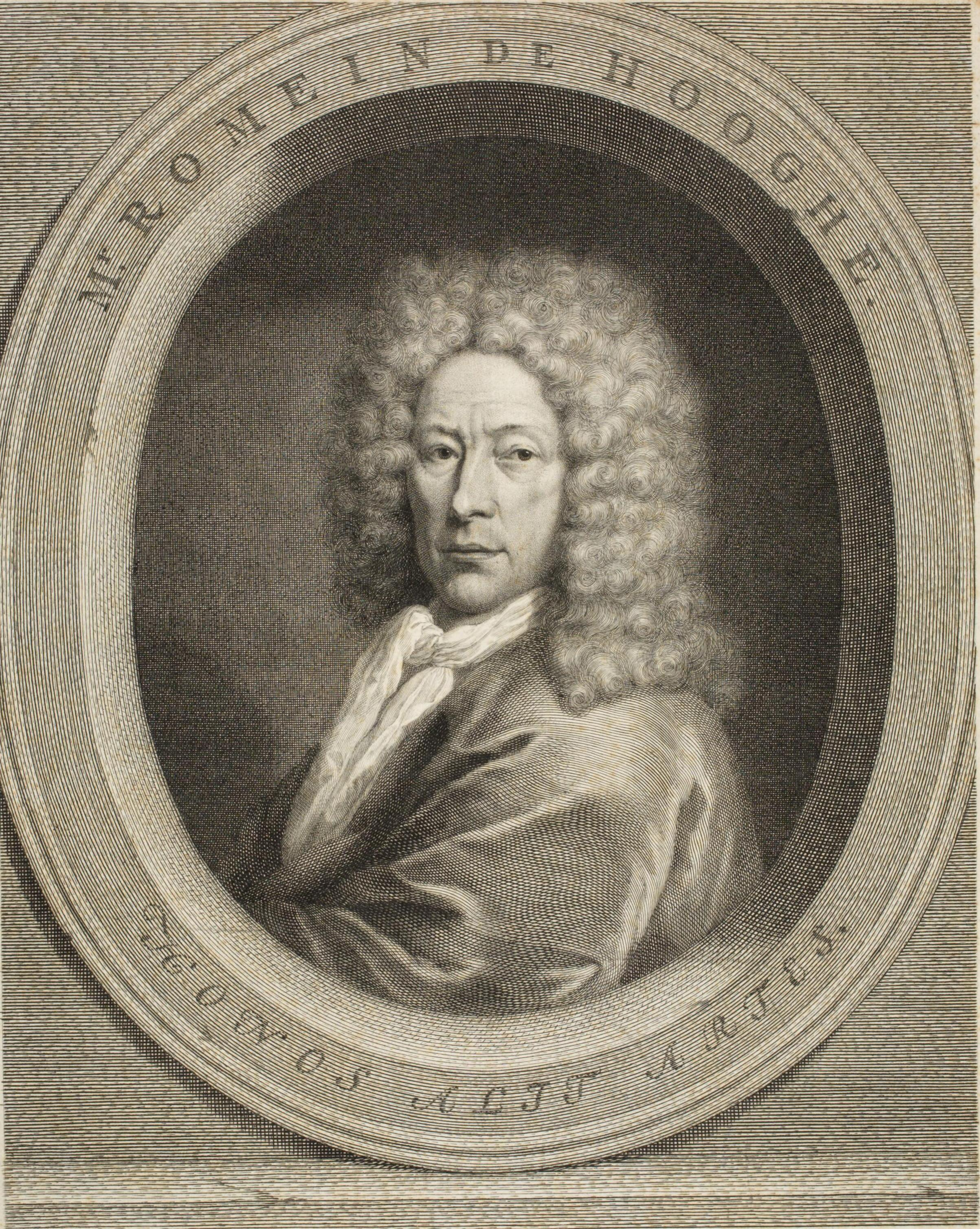
Ромейн де Хооге (1645—1708)
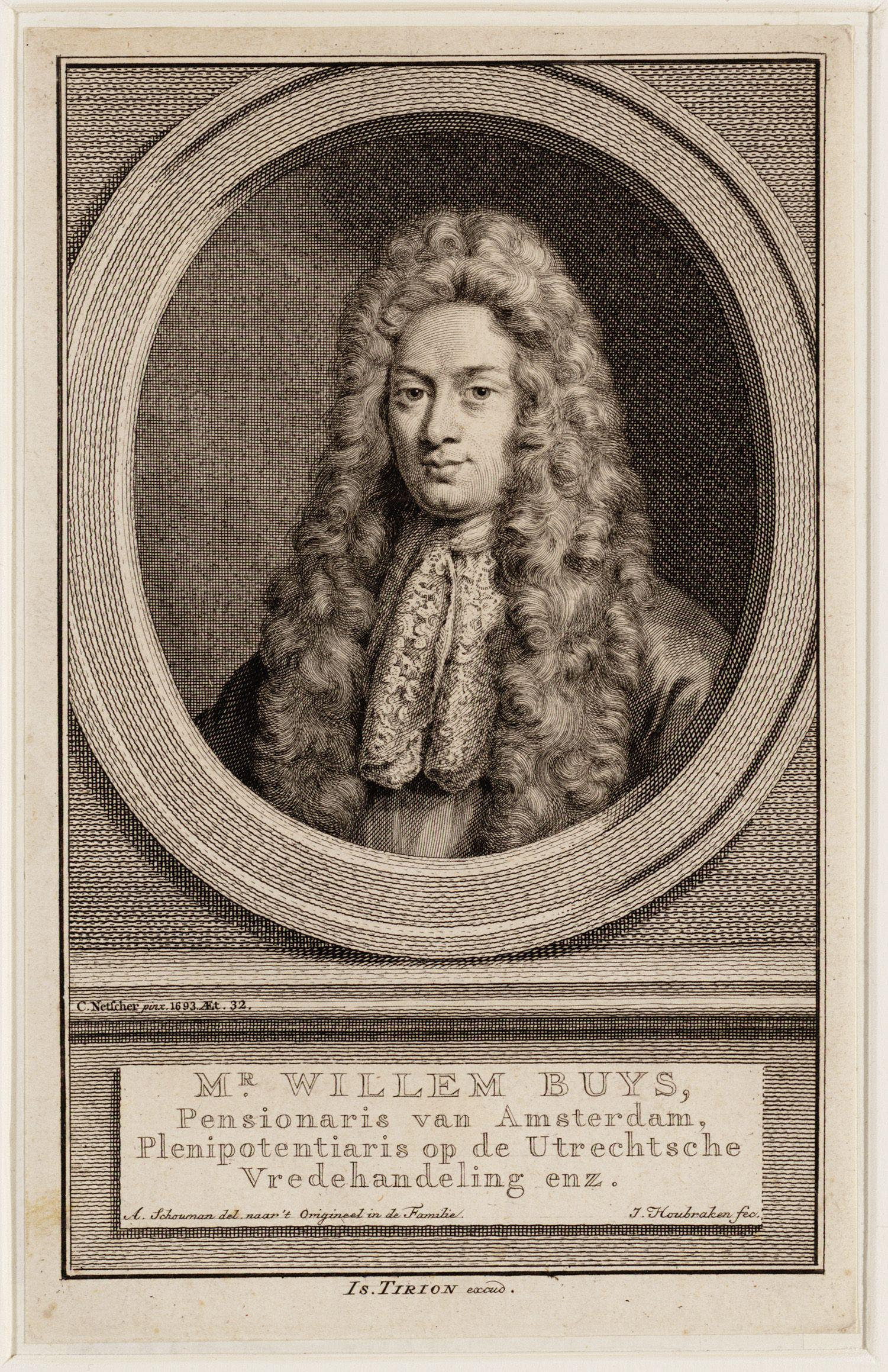
Виллем Бейс (1661—1749)